# 113P/Spitaler
113P/Spitaler es un cometa periódico descubierto el 16 de noviembre de 1890 por el astrónomo austríaco Rudolf Spitaler desde el Observatorio de Viena, Austria. Con un periodo orbital de 7,07 años y un afelio a una distancia del Sol superior a la de Júpiter, está clasificado como un cometa de la Familia de Júpiter.

## Historia observacional
El cometa fue descubierto el 16 de noviembre de 1890 por el astrónomo austríaco Rudolf Spitaler mientras trataba de localizar y observar el Cometa Zona. Presentaba en ese momento una coma de aproximadamente 1/2 minuto de arco de diámetro y un núcleo diferenciado de magnitud 13. El propio Spitaler calculó su órbita determinando un siguiente paso por el perihelio para el 11 de marzo de 1897 que se presumía de importancia para la observación del cometa por las condiciones favorables que ofrecería frente a las del perihelio de 1903 que, por la posición del cometa respecto a la Tierra, no lo serían tanto; pero ese avistamiento no se produjo. Nuevos cálculos de la órbita del cometa teniendo en cuenta las perturbaciones ejercidas por Júpiter sobre el mismo, que en un principio se habían considerado despreciables, indicaron que las condiciones de observación habrían sido favorables en 1903, pero tampoco hubo reporte alguno de su presencia en placas fotográficas de esa época. El cometa estuvo virtualmente desaparecido desde entonces hasta su recuperación el 24 de octubre de 1993 por el astrónomo estadounidense James Scotti dentro del proyecto Spacewatch en Kitt Peak, Arizona, Estados Unidos.